# Phyllophila obliterata
Phyllophila obliterata är en fjärilsart som beskrevs av Jules Pièrre Rambur 1833. Phyllophila obliterata ingår i släktet Phyllophila och familjen nattflyn. Inga underarter finns listade i Catalogue of Life.